# 海耶斯巷球場
海耶斯巷球場（Hayes Lane）是一座位於英國大倫敦布朗利的專用足球場。該球場位於布朗利市中心和海耶斯之間，是布罗姆利足球俱乐部及倫敦城雌獅的主場。球場的現有容量為5,000人，其中1,300個座位和2,500個是有蓋的。
布罗姆利足球會於1938年才搬遷至海耶斯巷，該球場最初設有一個可容納2,500人的看台，並且周圍環繞著土堤。球場於1938年9月3日由斯坦利·劳斯啟用，首場比賽由沃爾瑟姆斯托大道足球會（Walthamstow Avenue F.C.）以6-1戰勝布罗姆利。該球場的最高觀眾人數為10,798人，創於1948年9月24日，當時布罗姆利與尼日利亞進行友誼賽。1960年安裝泛光燈，並於9月27日正式啟用，當時進行了一場日本隊與伊斯米安聯賽選手隊的比賽。
隨著時間推移，土堤被混凝土看台所取代，並且球場的兩端後來也有了遮蓋。原有的看台於1992年10月燒毀，隨後於次年更換為一個小型的320座位看台。為了滿足晉升至國家聯賽的場地分級規定，從倫敦水上運動中心獲得的座椅被安裝在球門後面。
2017年4月，俱樂部宣布將開始建造一個可容納1,450人的新看台，並將比賽場地由草地改為人工草皮。該看台於2019年7月20日正式啟用，以紀念前俱樂部主席格林·貝弗利。隨著布朗利於2024年晉升至乙組聯賽，比賽場地又恢復為草地，以符合聯賽規定。
水晶宮女子足球俱樂部於2014年至2023年間在該球場進行主場比賽，而克雷流浪足球會則於1998年至2024年間也是該球場的租戶。倫敦城雌獅於2024年將主場遷至海耶斯巷。